# Briksdalsbreen
Briksdalsbreen is een zijarm van de gletsjer Jostedalsbreen. Briksdalsbreen ligt ten noorden van de Jostedalsbreen, in Briksdalen (Briks vallei) bij het dorp Olden in de Noorse provincie Vestland.
Vanaf Olden is het circa 23 km naar het meer Oldevatnet waar men te voet of met een elektrisch wagentje, eerder werd een open wagentje getrokken door een fjordpony, langs een waterval bij de gletsjer kan komen.
De Briksdalsbreen ligt in het nationaal park Jostedalsbreen. Briksdalsbreen komt uit in het gletsjermeer Briksdalsbrevatnet, dat 346 meter boven zeeniveau ligt.
De gletsjer slinkt. In 1996-97 kwam de gletsjer dicht bij het meer Briksdalsbrevatnet. In 2004 lag die 230 meter verder van de Briksdalsbrevatnet.

## Foto's

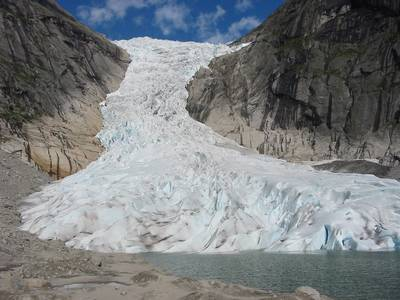
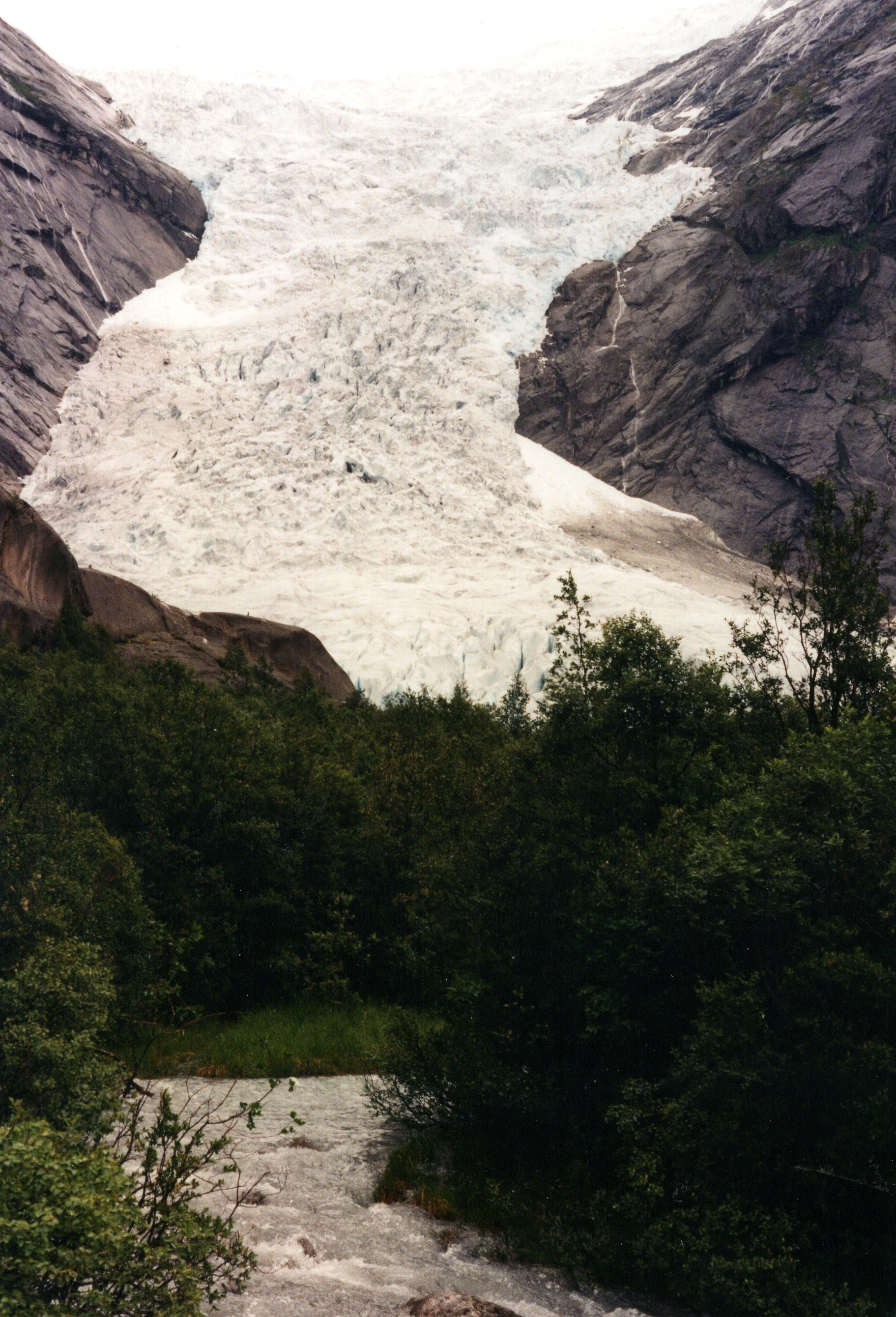
De gletsjer in 1997
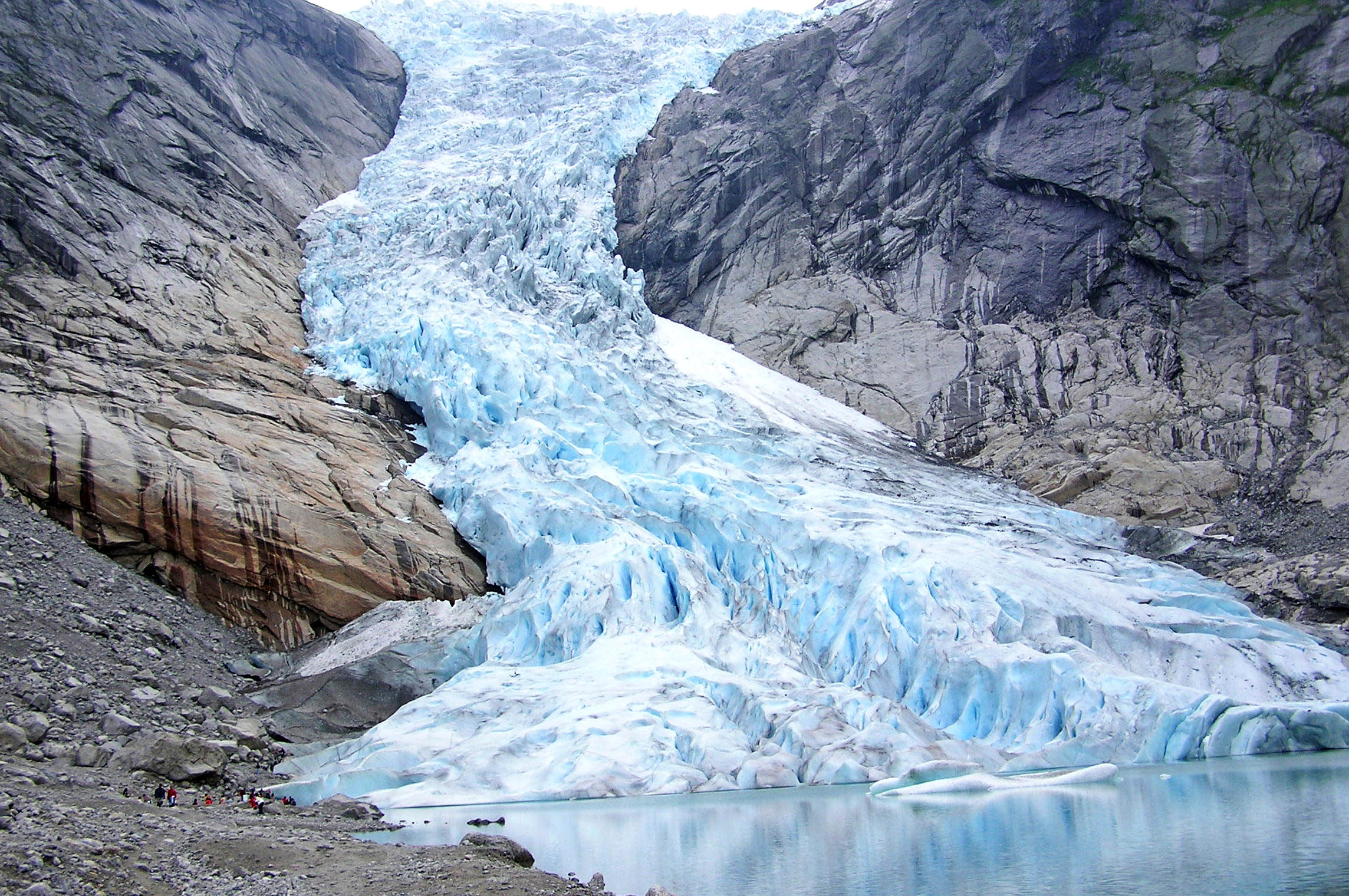
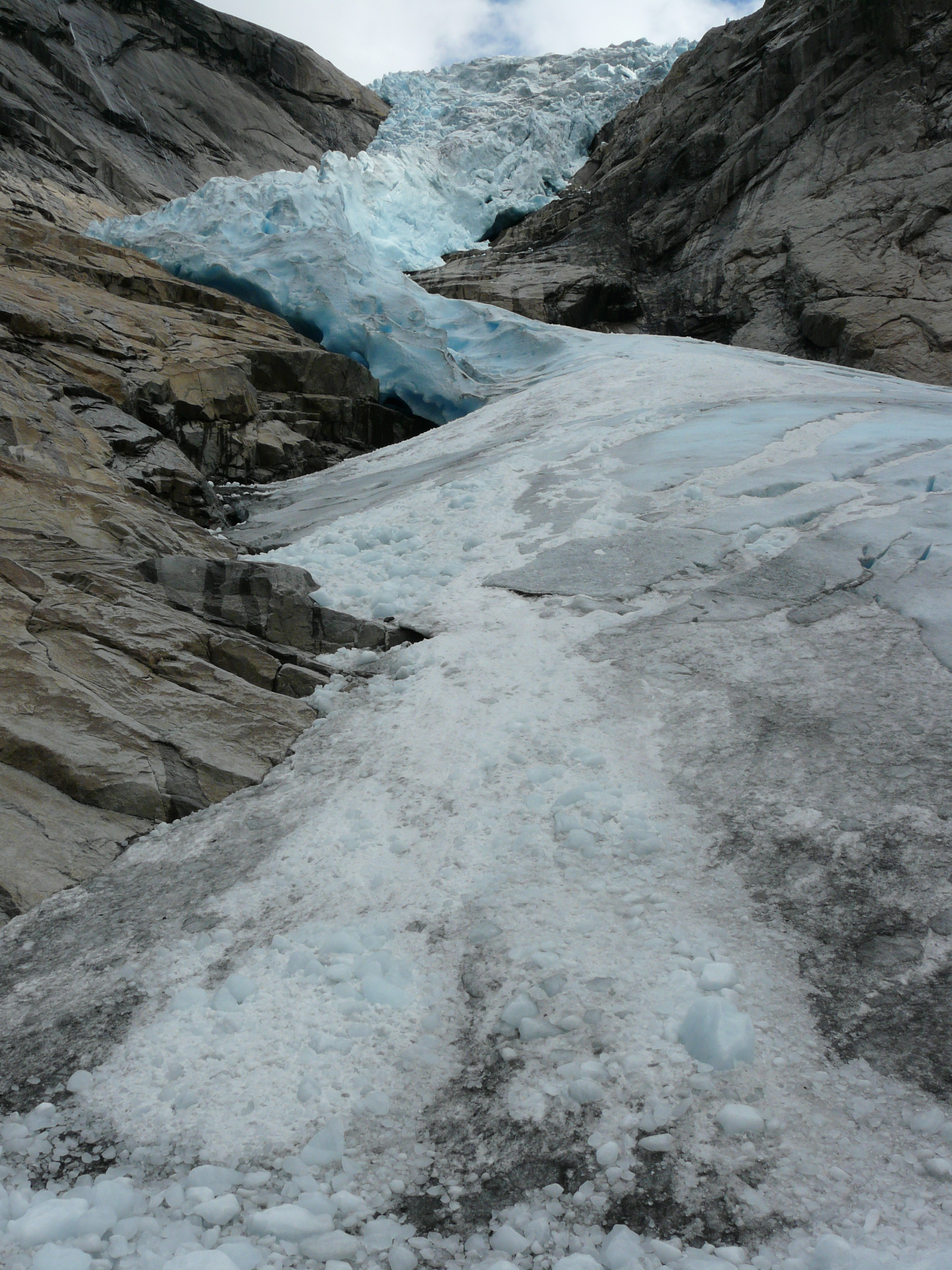
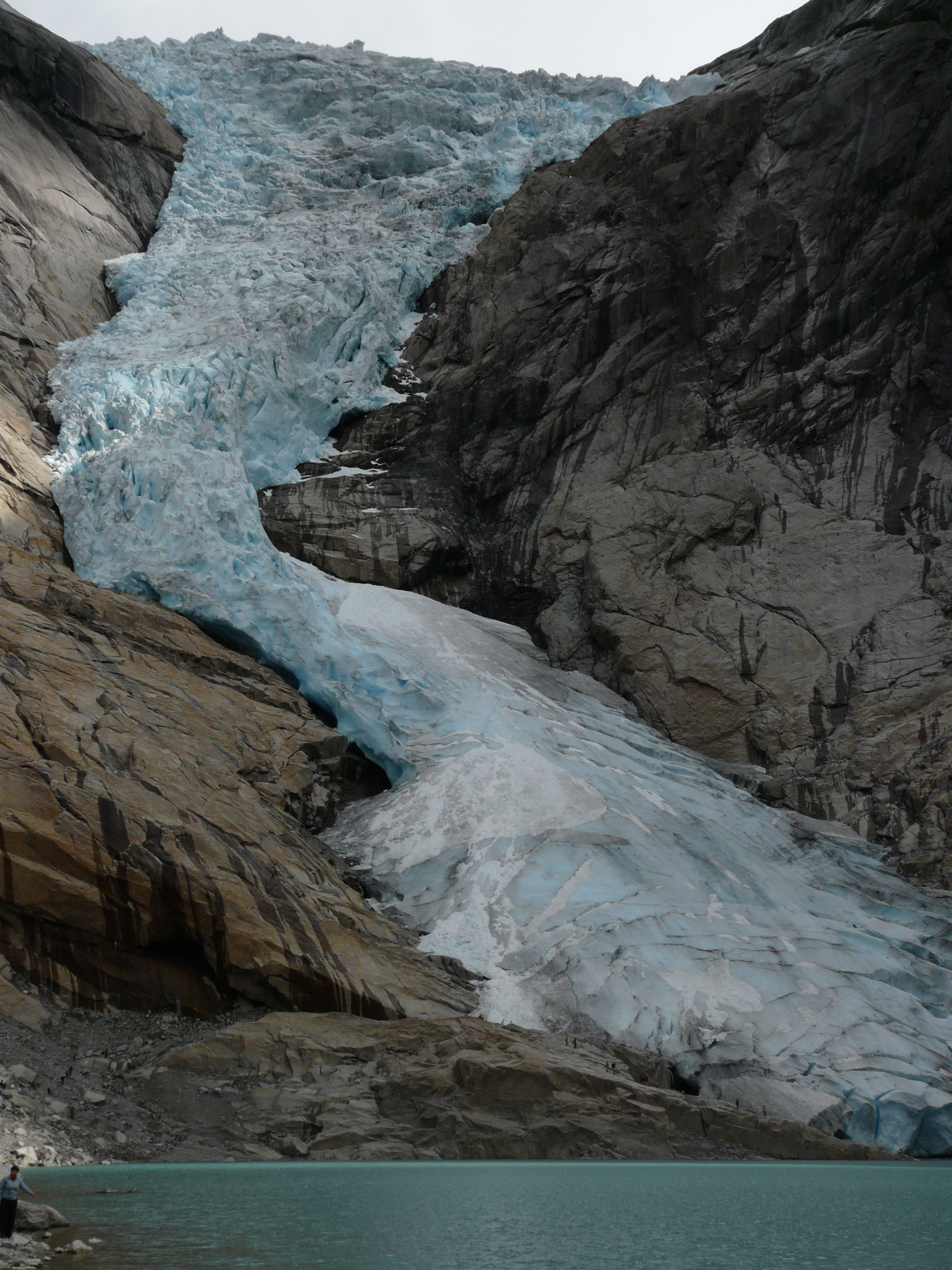
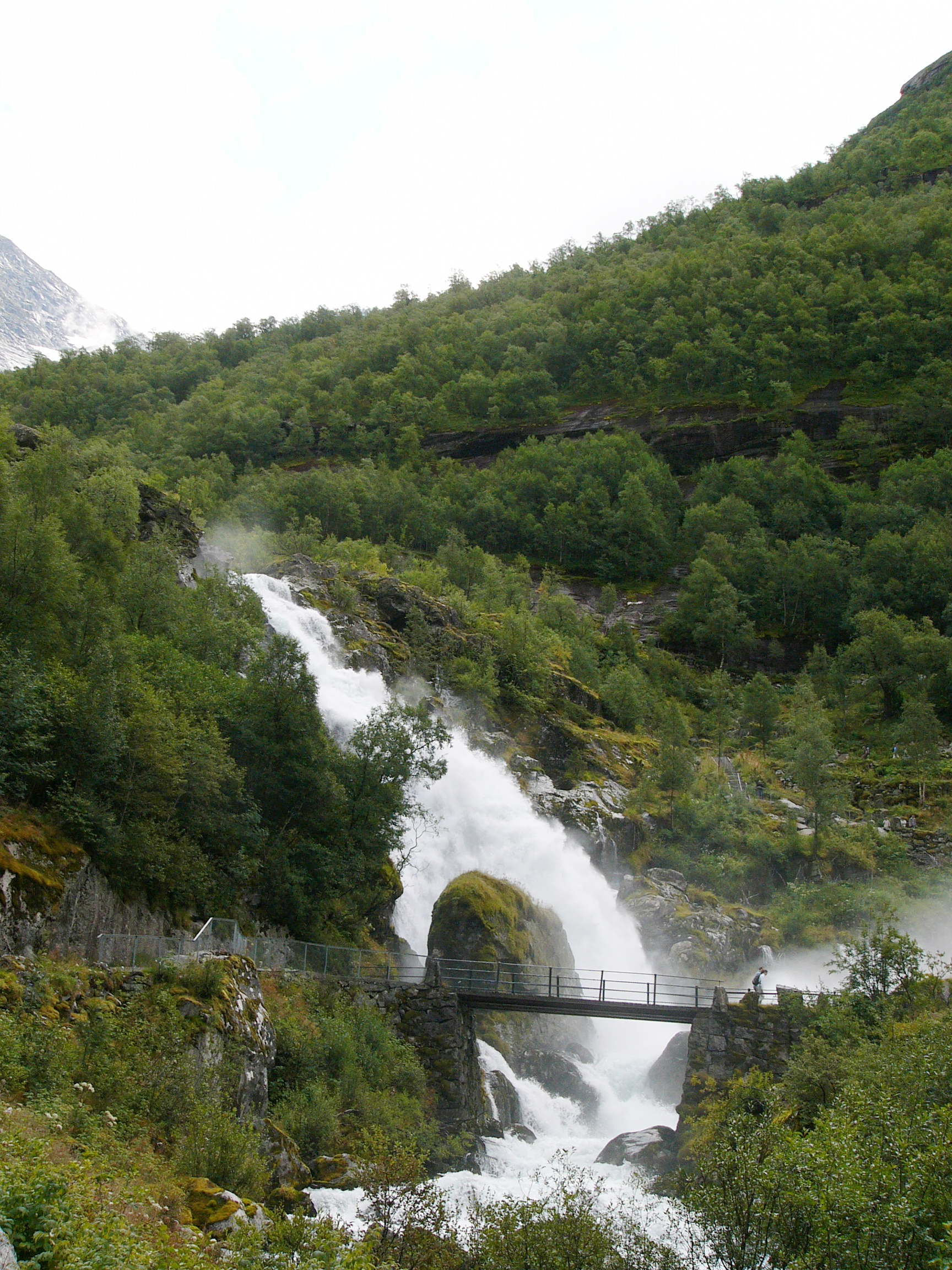
Waterval voor de Briksdalsbreen
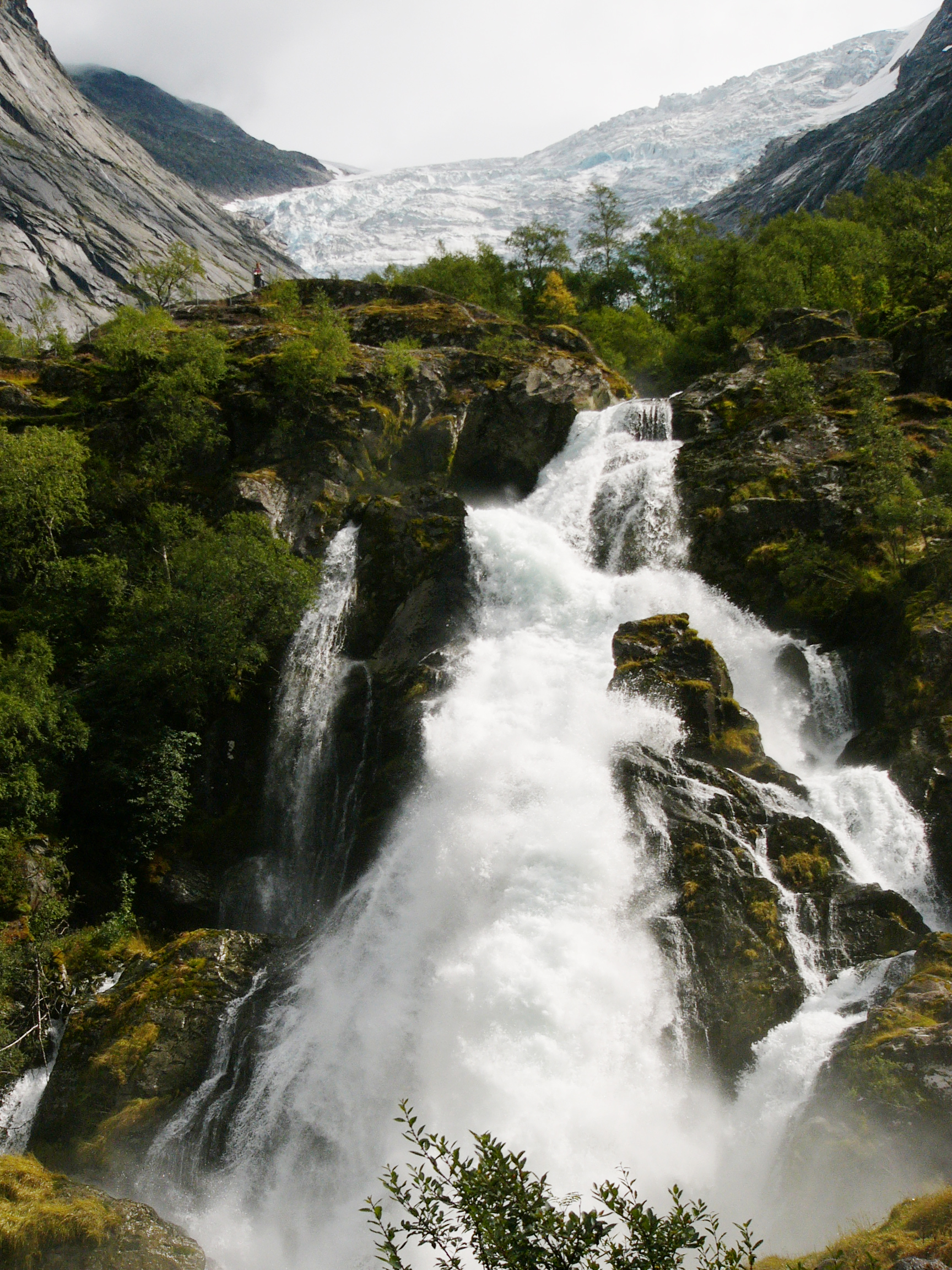